# Gisela von Arnim
Gisela von Arnim (Berlino, 30 agosto 1827 – Firenze, 4 aprile 1889) è stata una scrittrice tedesca famosa per le sue fiabe.

## Biografia
Gisela fu la figlia minore di Bettina Brentano e di Achim von Arnim. Il padre morì quando lei aveva tre anni e la madre si occupò della sua formazione assumendo docenti privati, quali l'allievo di Hegel, Karl Keck. Il pedagogo Franz Brümmer la definì come la figlia più dotata di Bettina e Achim von Arnim. Gisela von Arnim crebbe in un periodo in cui il romanticismo era già in declino. Sua madre, che come suo padre era appartenuta ai rappresentanti più significativi dell'epoca, l'avvicinò alle raccolte di fiabe, in particolare a quelle di Wilhelm Hauff. Gisella aveva accesso, come i suoi fratelli e sorelle alla vasta biblioteca dei genitori, e questo ebbe senza dubbio una certa influenza sullo sviluppo dei suoi gusti letterari. Iniziò giovanissima a scrivere, la sua opera più famosa, Das Leben der Hochgräfin Gritta von Rattenzuhausbeiuns, fu coscritta con la madre e fu pubblicata molto tardi. All'età di 20 anni Gisela iniziò a pubblicare sotto pseudonimo le sue prime fiabe, ispirate al padre, allo zio Clemens Brentano e a E. T. A. Hoffmann.
Gisela von Arnim ebbe una vita amorosa piuttosto travagliata. Aveva conosciuto già nell'infanzia il suo futuro marito, il germanista e storico Herman Grimm, secondogenito di Wilhelm Grimm. La famiglia Grimm e le famiglie Brentano e von Arnim si frequentavano già molto prima che Gisela venisse al mondo. Sembra che fosse stato proprio suo zio Clemens Brentano a spingere Jacob e Wilhelm Grimm a pubblicare la loro prima raccolta di favole. il fidanzamento fra i due sembrava piuttosto naturale.
Nel 1849 Gisela conobbe il violinista e compositore Joseph Joachim e si sviluppò un legame e un affetto molto forte. Fino al 1859, data del suo matrimonio con Herman, i due si scrissero lettere passionali. L'attrazione era evidente anche in occasione degli incontri sociali e questo naturalmente creava disagio in famiglia e faceva soffrire Herman.
Come sua madre, in quegli anni fu amica di Robert Schumann e della sua consorte Clara.
Il 24 ottobre 1859 sposò Herman Grimm, ma da loro matrimonio non nacquero mai dei figli.
Nel 1888 Gisela von Arnim si recò a Roma, ove sperava di guarire di una sua patologia cardiaca. Sulla strada del ritorno in Germania, morì a Firenze. La sua salma fu inumata nel Cimitero degli Allori.
Gisela von Arnim scrisse oltre a brani teatrali, principalmente fiabe, che furono pubblicate sotto pseudonimi, fra cui quello di Marilla Fittchersvogel.

## Opere
- Das Leben der Hochgräfin Gritta von Rattenzuhausbeiuns (con Bettina von Arnim, 1840)
- Aus den Papieren eines Spatzen (fiabe, 1848)
- Mondkönigs Tochter (fiabe, 1849)
- Dramatische Werke (4 volumi; 1857–1875)
  - Band 1: Ingeborg von Dänemark, Das Herz der Lais (digitalisiert)
  - Band 2: Trost in Thränen
  - Band 3: Das Steinbild der Cornelia
  - Band 4: Wie es unterdessen Daheim war
- Drei Mährchen (1853)
- Das Licht (Festspiel, 1870)
- Die gelbe Haube (commedia, 1877)
- Ein Brief über Rom und Berlin (1887)
- Alt-Schottland (Dramma in cinque atti, 1889)